# Вельканоць (Малопольське воєводство)
Вельканоць (пол. Wielkanoc) — село в Польщі, у гміні Ґолча Меховського повіту Малопольського воєводства.
Населення — 245 осіб (2011).
У 1975-1998 роках село належало до Краківського воєводства.

## Демографія
Демографічна структура станом на 31 березня 2011 року:
|          | Загалом | Допрацездатний вік | Працездатний вік | Постпрацездатний вік |
| -------- | ------- | ------------------ | ---------------- | -------------------- |
| Чоловіки | 130     | 20                 | 95               | 15                   |
| Жінки    | 115     | 17                 | 60               | 38                   |
| Разом    | 245     | 37                 | 155              | 53                   |